# Til It Happens to You
A Til It Happens To You egy dal, melyet Lady Gaga amerikai énekesnő készített el és ad elő. A dalt Diane Warrennel közösen írta meg a 2015-ben bemutatott The Hunting Ground című dokumentumfilm betétdalaként. A film az amerikai egyetemi campusokon történő szexuális erőszakkal foglalkozik. A dal a 2015-ös Sundance Filmfesztivál után teljes egészében kiszivárgott az internetre. 2015. szeptember 18-án az Interscope Records hivatalosan is kiadta a Til It Happens To You-t kislemezként. A film producere és rendezője egy nagy hatással bíró énekes után kutatott, aki megírna egy dalt hozzá, majd nem sokkal később Bonnie Greenberg, a film zenei supervisor-je felvette a kapcsolatot Diane Warrennel, aki érdeklődést mutatott a projekt iránt. Warren végül Gagával közösen írta meg a dalt, valamint a munkálatokban Nile Rodgers is segédkezett.
Ez egy olyan egyetemes jelentésű dal, amely bármilyen az életben bekövetkezett veszteségre vonatkoztatható. A Til It Happens To You a dokumentumfilmben két helyen csendül fel, hogy kiemelje a szexuális bántalmazás fájdalmát. A dalt vonószenakarral készítették Gaga érzelmes vokáljával. A dalszöveg arra kéri a hallgatókat, hogy képzeljék magukat az áldozatok helyébe és próbálják megérteni azt a szenvedést, amin keresztül mennek. A Til It Happens to You-hoz egy társadalmi célú reklámként videóklip is készült, amelyet Catherine Hardwicke rendezett. A klip olyan eseteket ábrázol, ahol nők ellen követnek el erőszakot és szexuális bántalmazást. Végén egy figyelmeztető megjegyzés olvasható, míg az áldozatok vigaszt lelnek közeli barátaik és rokonaik segítségével.
A dal és a hozzá készült videóklip is pozitív visszajelzéseket kapott. A kritikusok Gaga hangját emelték ki, valamint az áldozatokkal együttérző dalszövegét. A bevételek egy részét olyan szervezeteknek ajánlották fel, akik szexuálisan bántalmazott embereknek nyújtanak segítséget. Kereskedelmi teljesítményét tekintve a dal az első 30-ban szerepelt Finnországban, Görögországban és Spanyolországban, míg 2016 márciusában az Egyesült Államokban a 95. hely volt a legjobbja a Billboard Hot 100 listán. A Til It Happens To You többek között díjat kapott a 68. Emmy-gálán a „Kimagasló eredeti betétdalok” kategóriában, míg jelölést kapott Oscar-díjra a „Legjobb eredeti betétdalok” kategóriában, illetve az 58. Grammy-gálán is jelölték a „Legjobb vizuális média számára írt dal” kategóriában.

## Háttér és megjelenés

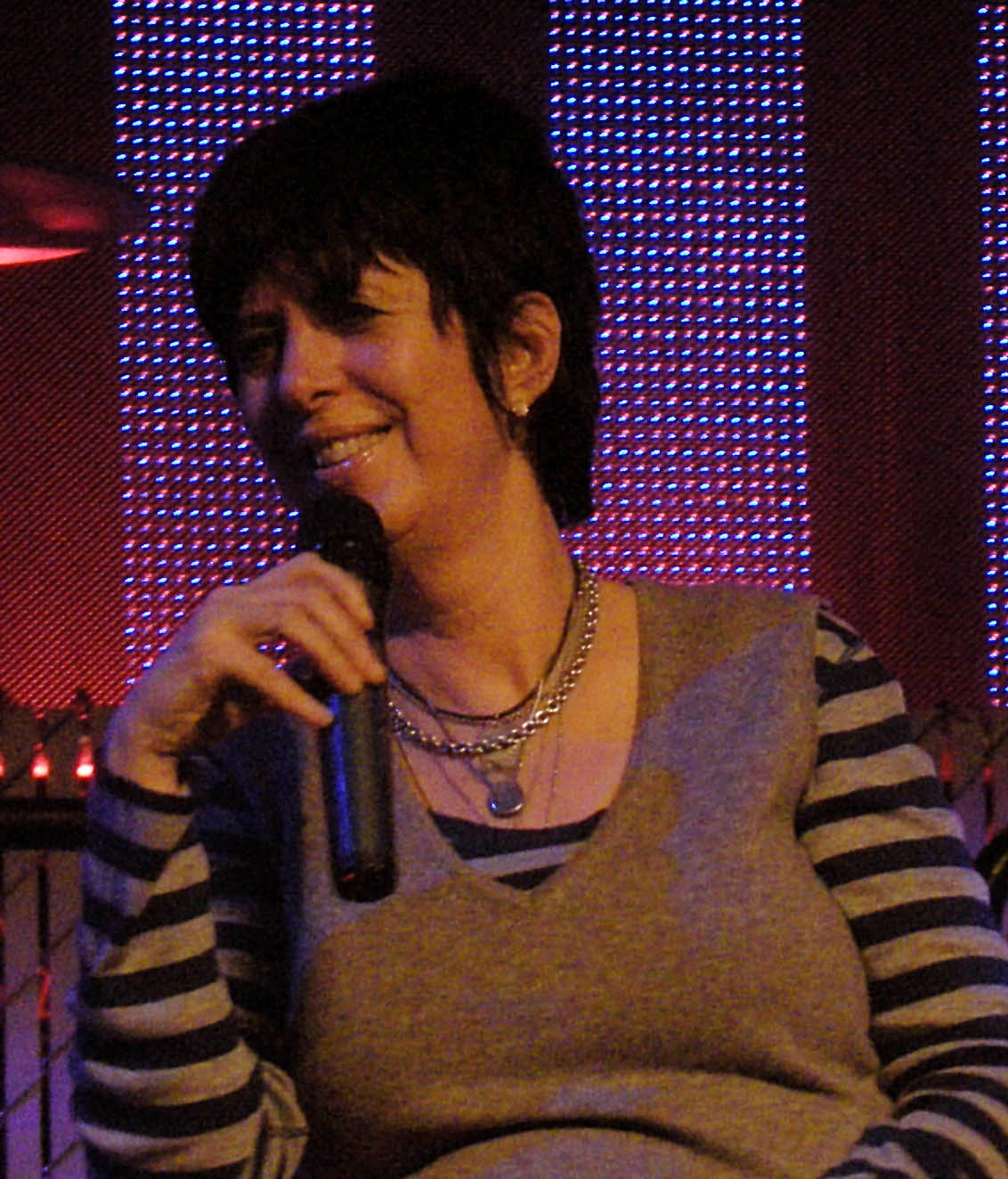
Diane Warren, aki Lady Gagával közösen szerezte a Til It Happens to You-t

A Til It Happens to You szövegét Diane Warren és Gaga szerezték, míg utóbbi énekelte fel a 2015-ös The Hunting Ground című dokumentumfilmhez, amely az Egyesült Államokban az egyetemi campusokon történő szexuális abúzusról szól. A film rendezője, Kirby Dick és a producere, Amy Ziering a dal előadására egy ismert, nagy hatású művészt akartak megnyerni, hogy a film nagyobb nyilvánosságot kapjon és így előmozdítsa a témáról folyó közbeszédet. Felvették a kapcsolatot Paul Blavin executive producerrel, akinek elmagyarázták az ötletüket hozzátéve, hogy nem rendelkeznek forrással, hogy találjanak valakit. Blavin megkezdte a keresést, és találkozott Bonnie Greenberg zenei supervisorral, aki aztán bemutatta őt Warrennek. Warrent meghatotta az ötlet, és azt válaszolta, hogy: „Nem tudok nem írni egy dalt nektek. És nem csak hogy nem tudok nem írni egy dalt ennek a filmnek, de nektek is fogom ajándékozni.” Ezt követően megírta a dalt miután megnézte a film egyes jeleneteit majdnem egy évvel a szám megjelenése előtt. Warren azután felhívta Gagát és lejátszott neki egy nyers demót, de nem volt biztos a közreműködésében. Emiatt úgy döntött, hogy New Yorkba repül, hogy megpróbáljon Gagával dolgozni; Gaga elfogadta a dalt és úgy döntött, hogy felveszi. Warren a következőket mondta el a dalról és Gaga hozzájárulásáról:

„Hallottam a filmről, egyszerűen nagyon megérintett, és neki is történtek az életében dolgok, amik miatt át tudta érezni. Gaga az egyik legtehetségesebb előadó, akivel valaha dolgoztam az életemben, és izgatottan várom, hogy dolgozhassak még vele… A dal sok szinttel rendelkezik. Van benne valami nagyon sebezhető és van benne valami nagyon dacos, különösen ahogy [Gaga] énekli. Az első verze sebezhető –»Azt mondod, hogy jobb lesz majd?«– aztán jön a második versszak és építkezni kezd. Tényleg? Jobb lesz? Nem. Nem tudod, amíg meg nem történik veled…”

Warren azt is hozzátette, hogy a dal üzenete egyetemes jelentésű, így bármilyen veszteségre vonatkoztatható, ami történik az ember életében. Gaga, aki saját maga is erőszak áldozata, elmondta a Amerikai Producerek Céhe 2015-ös díjátadóján, hogy a dal témája a családja számára is fontos volt. Az édesapja lánytestvérét, Joanne-t szexuálisan bántalmazták, míg főiskolára járt. Az ebből fakadó fájdalma súlyosbította lupusbetegségét, aminek eredményeként fiatalon meghalt, ami megviselte Gaga családját. Az énekesnő részt vett a New York állambeli kormányzó, Andrew Cuomo projektjében, aki egy olyan új törvényt kívánt bevezetni, amely segít kiírtani az „erőszak kultúrát” az amerikai egyetemeken; egy levelet is aláírt támogatva az ügyet. Az „Enough is Enough” (magyarul: ami sok, az sok) című törvény 2015 júliusában lépett érvénybe.
A dokumentumfilmben két verzióban jelenik meg a dal, először a film közepén, majd a végefőcímben zenei aláfestésként. Mindkét alkalommal a szexuálisan bántalmazott egyének fájdalmának kihangsúlyozásában vesz részt. Miközben a dal hallható, az egyik áldozat a nemi erőszak rá gyakorolt hatásaira emlékszik vissza, miközben az egyetemi területen sétálgat. Ziering egy interjúban összegzésképpen elmondta, azzal, hogy Gaga énekelte el a számot, kielégítették azt a szükségletet, hogy a film nagyobb nyilvánosságot kapott, mivel „egy teljesen más korcsoportot értek el. Bárki olyan embernek, akinek megvan a felülete, hogy mindenféle emberekhez eljuttasson dolgokat, az talán nem feltétlenül hajlana afelé, hogy érdeklődést fejezzen ki egy ilyen ügy iránt… ez hihetetlen.” A Til It Happens to You hivatalos megjelenése előtt kiszivárgott az internetre egy nem hivatalos felvétel által, amelyet a film 2015-ös Sundance Filmfesztiválos premierje során készítettek. 2015 áprilisában Warren megerősítette, hogy a dal hivatalosan is megjelenik, és már csak a végső hangkeverést várja Gagától. Később aztán 2015. szeptember 18-án jelent meg kislemezként digitális letöltés formájában.

## Felvételek és kompozíció

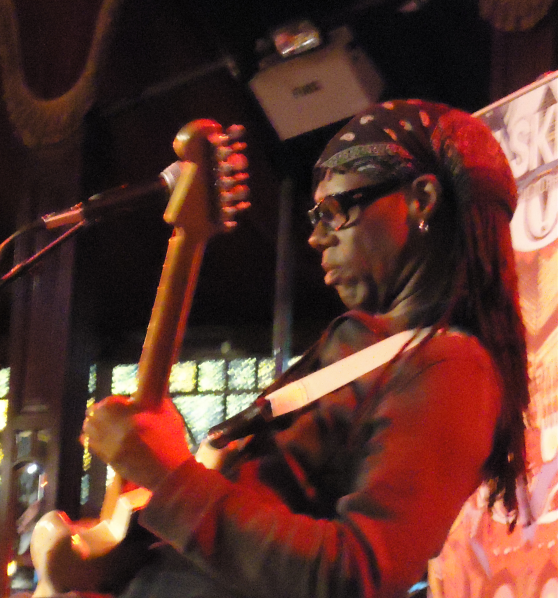
Nile Rodgers is segédkezett a dal elkészítésében

Egy billboardos podcastben készített interjúban Nile Rodgers a dal felvételéről, illetve a Gagával és Warrennel történt munkáról is beszélt. Egy buliban találkozott Gagával, az énekesnő pedig meghívta, hogy csatlakozzon hozzájuk a stúdióban. A felvételek során Gaga D hangon énekelt miközben a zene F hangon szólalt meg. Rodgers azt javasolta Warrennek, hogy mivel a D vokáltól a dal country hangzást kapott, helyette inkább inverzelhetnék az akkordokat a tizenhármasra (egy oktáv plusz egy hatos), amivel egy domináns funkciót szolgálna. Warren elfogadta a javaslatot és újra felvették a dalt. Gaga állítólag küszködött a dal felvétele során, mivel közben felidéződött benne saját traumája. Warren elmagyarázta, hogy „nagyon érzelmes volt számára. Volt, hogy nem is bírta végigénekelni.” Gaga a Varietyvel készített egyik interjújában elmondta, hogy Warren segített neki, hogy nyugodt maradhasson a dallal és témájával kapcsolatban, illetve a helyes érzelmi mélységet vigye az előadásába.

„Amikor Diane először lejátszotta, hogy mit kezdett el a dallal, nem volt szükségem győzködésre a felvétellel kapcsolatban… arról szólt, hogy megosszam a világgal ezt a részemet… Sokat beszélgettünk arról, hogy miként vélem, mire van szüksége a dalnak annak érdekében, hogy annyi fiatalt elérjen amennyi csak lehetséges. Úgy éreztem, hogy az szükséges, hogy ne maradjon egy tisztán érzelmes állapotban, hanem valamiféleképpen növekedjen az előadás és a dal során, majd a végére egy bizonyos módon legyen tele haraggal. Úgy vélem, hogy ez a dal azt éri el, hogy a nők –vagy férfiak– felemelkednek, hogy elmondják, hogy »Úgy gondolod, hogy képes vagy engem bántani? Te nem ismered a hatalmat. Mert azután amit tettél velem, fogalmad sincs, hogy mennyivel erősebb vagyok.«”

A Til It Happens to You egy szomorú dal, amely zenekari produceri munkával és magasba emelkedő vonósjátékkal készült. A pop ballada egy bátorító üzenetet kíván átadni: „Hold your head up and be strong / When you fall you gotta get up” azaz „Fel a fejjel és légy erős / Mikor elesel, fel kell állnod”; és „felkavarónak valamint érzelmesnek” írták le. A klasszikus zenei produceri munkával készült dal kihangsúlyozza Gaga vokálját, míg a fókuszt a dalszövegen tartja, amely azt kívánja tisztázni, hogy nem értheti meg az ember az áldozat érzéseit, hacsak nem került hasonló helyzetbe. Az első verzét Gaga sebezhető hangon énekli, amely fokozatosan egy agresszív tónusba vált át, végül pedig egy örömmel telibe az utolsó soroknál. A Musicnotes.com által kiadott kotta szerint a Til It Happens to You 4/4-es ütemben íródott és lassú tempójú 59-es percenkénti leütésszámmal rendelkezik. A-molban íródott, Gaga hangterjedelme pedig E3-tól D5-ig terjed. A dal akkordmenete Am–C–Fmol7–C–G/B.

## Kritikusi fogadtatás
Jeff Benjamin a Fuse-tól megjegyezte, hogy a dal „erőteljes üzenetet” tartalmaz, míg kompozíciója az olyan „szívbemarkoló” balladáit idézi mint a Dope. Brennan Carly a Spintől azt írta, hogy a dal „kihangsúlyozza [Gaga] érzelmeket kiváltó hangját”, hangzását tekintve pedig a Speechlesshez és a Gypsyhez hasonlította. A dokumentumfilm értékelése során Leslie Felperin a The Hollywood Reportertől azt mondta, hogy a dal „egy újabb szívszaggató lökést” adott a filmhez. Lauren Valenti a Marie Claire-től „robusztusnak és zenekarinak” írta le hozzátéve, hogy a dalszöveg „figyelmet parancsoló”. Dicsérte az ötletet, hogy Gagát kérték fel a dal eléneklésére, mivel kapcsolata van a szexuális abúzussal. Bradley Stern a MuuMuse-tól szintén a Speechlesshez és a Dope-hoz hasonlította, míg a vonós hangszerek hangzását Lana Del Rey zenéjéhez hasonlította. Stern „masszív produceri munkának” írta le és dicsérte a szövegét szókimondósága miatt. Manohla Dargisa a The New York Timestól úgy vélte, hogy Dicknek sikerült megváltoztatnia a dokumentumfilm sötét hangulatvilágát azzal, hogy beletette a dalt. Spencer Kornhaber a The Atlantictől dicsérte a dalt és Gaga vokálját, majd hozzátette: „Még egy ilyen komor téma esetében is [az énekesnő] zengő éneke és drámai szóhasználata valószínűleg emlékeztetni fogja az embereket arra az időszakra, mikor [Gaga 2009-es kislemeze] a Bad Romance uralta a rádiókat.”
Gaga „legfelkavaróbb” kiadványának nevezte Michelle Geslani a Consequence of Soundtól, amelyről azt írta, hogy: „egy elsöprő és rendkívül erőteljes szám — nem csak egy átlagos popdal”. A Variety munkatársa, Christopher Tapley dicsérte Gaga és Warren dalszerzői készségét is, és hozzátette: „egyfajta himnusz az ügyért… Ez az egyik legerősebb versenyző az idei versengésben a legjobb eredeti dalért [az Oscaron]. De ami ennél fontosabb, hogy ez egy csatakiáltás egy mozgalomért.” Lisa Wright az NME-ben megjelent írásában a következőket fogalmazta meg a dalról: „egy témába illő szomorú zongoraballada olyan dalszövegekkel, amelyek lefestik az abból fakadó frusztrációt, mikor olyanok mondják valakinek, hogy szedje össze magát és lépjen túl a dolgokon, akik nem érthetik meg a helyzetét.” Az Idolatortől Robbie Daw azt állította, hogy az „erőteljes és felzaklató” képi világot támogatta Gaga „erős hangi előadása”. Brittany Spanos a Rolling Stone-tól egy „érzelmes számnak” nevezte, amely kiemelte Gaga vokálját, és úgy vélte, hogy tökéletes következő dal Gaga és Tony Bennett Cheek to Cheek albumát követően. Spanos hozzátette, hogy „az Oscar megnyerése Gagának diadal lenne legutóbbi kritikusi és kereskedelmi melléfogása után amit az Artpoppal ért el, és segítene megtörni Warren veszteségi sorozatát a gálán.”

## Kereskedelmi fogadtatás
A Til It Happens to You felkerült a belgiumi (vallóniai és flandriai) Ultratip listákra, míg Finnországban a 21. helyen debütált a hivatalos finn digitális letöltéseket összesítő kislemezlistán, ahol ez volt későbbi legjobb helyezése is egyben. Európa szerte legjobb pozíciói Franciaországban a 46., Spanyolországban a 29. volt, míg a Billboard által közzétett görög digitális kislemezlistán az 5. helyig jutott. Az Egyesült Királyságban a dal felkerült a brit letöltési listára a 67. helyen, miközben a hivatalos brit kislemezlistán a 171. volt a legelőkelőbb helyezése. A szám ezen kívül az 52. helyig jutott Skóciában. A belga Ultratip listákon a Til It Happens to You 45. volt a Flandria régióban, illetve a 42. Vallóniában.
Az Egyesült Államokban először nem tudott felkerült a Billboard Hot 100-as listára, de később a 95. helyen szerepelt 2016 márciusában miután Gaga fellépett a dallal a 88. Oscan-gálán. A Billboard szerint kevesebb mint 2000 példányban értékesítették a Til It Happens to You-t digitálisan az Oscar-gálát megelőző héten. A fellépést követően közel 28 000 letöltést ért el (2120%-os növekedés az eladásaiban), amely a legerősebb hete volt eladásait tekintve, és sikerült debütálnia a 27. helyen a digitális értékesítéseket összesítő Hot Digital Songs listán. Ezen kívül egymillió streamet is sikerült felmutatnia (546%-os növekedés) ezen a héten, ami jelentősen hozzájárult ahhoz, hogy felkerülhessen a Hot 100-ra. A Billboard azt is közzétette, hogy a dalból többet adtak el, mint Sam Smith Writing’s on the Wall című számából, amely megnyerte a legjobb eredeti betétdalok kategóriában az Oscar-díjat. A Nielsen SoundScan adatai szerint a Til It Happens to You-ból összesen 71 000 példányt értékesítettek az országban.
A Dance Club Songson a dallal megszerezte Gaga a 14. elsőségét a 2016. január 23-án megjelentetett slágerlistán, amivel a 10. helyre zárkózott fel ezen lista legtöbb első helyezettet elért előadói között. Ez volt az első alkalom 2013-as Applause című kislemeze óta, hogy sikerült első helyre kerülnie az énekesnőnek. A dance lista élére való feljutást nagyban segítette, hogy közel 30 remixváltozat készült a dalhoz, köztük Dave Audétól, Tracy Youngtól és Dirty Poptól is. A Billboard 2016. február 20-án közzétett listáin a Til It Happens to You a 24. helyen debütált az Adult Contemporary rádiós listán; legjobb pozíciója a 19. volt. A rádiós programkészítők szerint a dal pozitív visszajelzéseket kapott a hallgatóktól, és ennek volt köszönhető, hogy magas játszási adatokat érhetett el.

## Elismerések
A Til It Happens to You díjat kapott a „Legjobb dal egy dokumentumfilmben” kategóriában a 2015-ös Hollywood Music in Media Awardson, amelyet 2015. november 11-én rendeztek, illetve a „Legjobb eredeti dal” lett a 20. Satellite Awardson és a „Legjobb dal egy filmben” kategóriában is nyert a 3. alkalommal megrendezett iHeartRadio Music Awardson. Egyéb jelöléseket kapott a dal a 21. Critic’s Choice Awards-on és a St. Louis-i Filmkritikusok Szövetségének (StLFCA) díjátadóján, ahol a „Legjobb dal” kategóriában sorolták fel, a Georgiai Filmkritikusok Szövetsége és a Denveri Filmkritikusok Társasága a „Legjobb eredeti dal” kategóriában jelölték, míg az 58. Grammy-díjkiosztó gálán a „Legjobb vizuális média számára írt dal” kategóriában került az esélyesek közé. A Til It Happens to You ezen kívül jelölést kapott Oscar-díjra a „Legjobb eredeti betétdalok” kategóriában a 2016-os gálán. Ez az ötödik alkalom, hogy egy dokumentumfilmből jelöljenek dalt ebben a kategóriában. Gaga a jelölést a szexuális erőszak túlélőinek ajánlotta egy Twitter-bejegyzésében. 2016 februárjában Gaga és Warren díjat kaptak a 11. alkalommal megrendezett Los Angeles Italia Film-, Divat- és Művészeti Fesztiválon, ahol a fesztivál év dalának választották. A dal szintén díjat nyert a 68. Primetime Emmy-díjkiosztó gálán a „Kiemelkedő eredeti zene és dalszöveg” kategóriában, habár csak Warren kapta az elismerést fő dalszerzőként. Jelölésével a Til It Happens to You lett a valaha volt első dal, amely Grammy, Oscar és Emmy jelölést is kapott ugyanazon évben.

## Videóklip

### Elkészítés és cselekmény

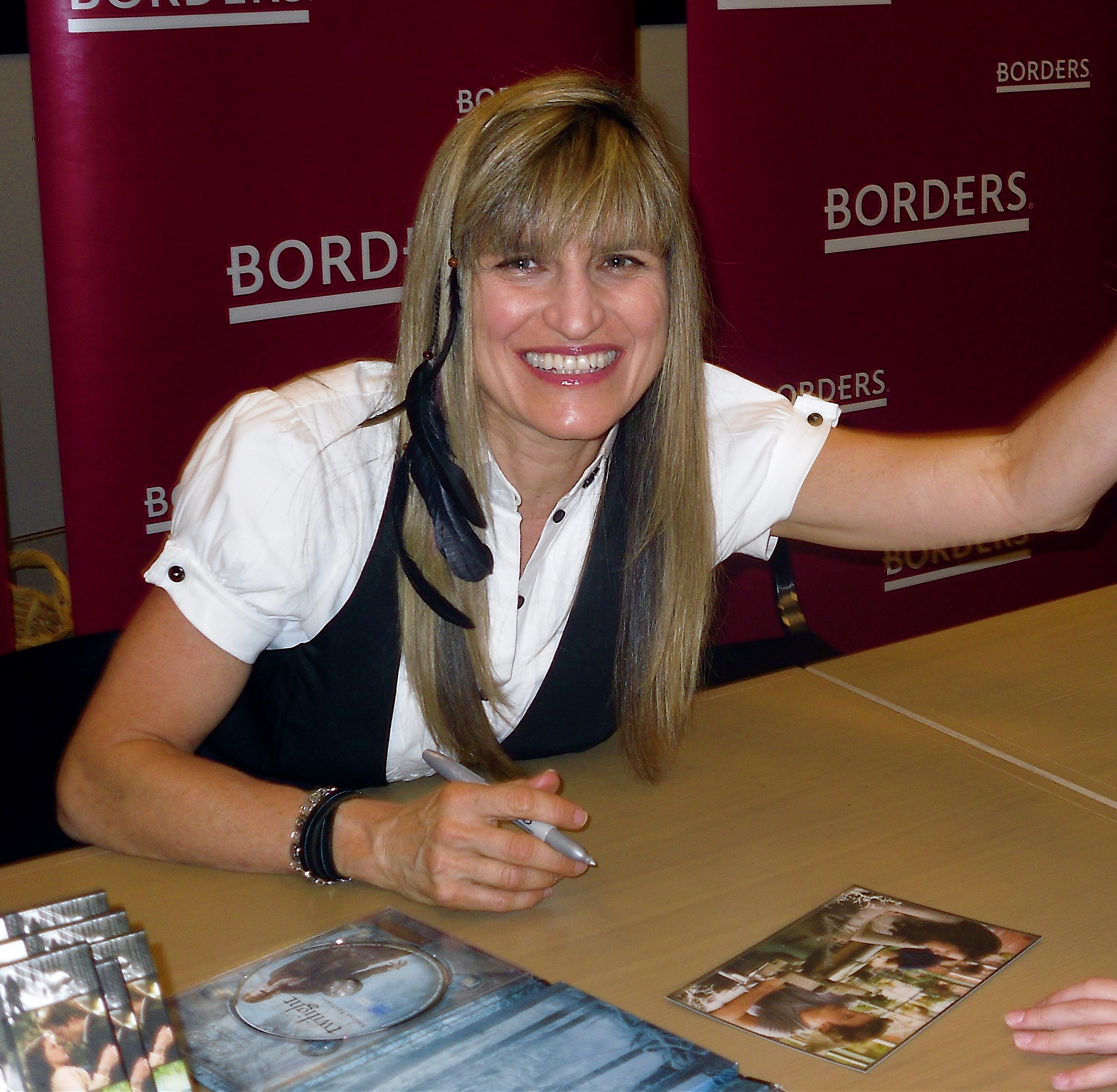
A rendező Catherine Hardwicke megpróbálta valósághűen bemutatni a szexuális támadásokat a videóban

2015 augusztusában bejelentették, hogy a Catherine Hardwicke által rendezett videóklip egy társadalmi célú reklám (TCR) részeként fog megjelenni, amivel a felsőoktatási intézmények campusában történő szexuális bántalmazásokra szeretnék felhívni a figyelmet. A The Hollywood Reporter leírása szerint „egy érzelmes figyelemfelhívás sebezhető szituációkban lévő fiatal nőkre, amit az egyetemi tanulók könnyedén fel fognak ismerni”. Hardwicke a következőket mondta el a TCR fontos üzenetéről: „Nem tudod megnézni a dokumentumfilmet anélkül, hogy ordítanál a képernyőre. Megpróbáltuk megragadni ezeket a történeteket egy nagyon mély érzelmi módon és egy újabb hangot adni ennek az erőteljes cselekvésre való felhívásnak.” Az elkészítés költségei a film executive producereihez, Paul Blavinhez és Regina K. Scullyhoz köthetőek. A videó a digitális megjelenéssel egy napon került kiadásra, és Gaga is Twitteren megosztotta a linkét a következő mondattal együtt: „Remélem érzitek a szeretetünket és együttérzésünket a dal révén, és talán némi békét leltek abban, hogy tudjátok, hogy nem vagytok egyedül ezen a filmen keresztül.” Warren úgy vélte, hogy a TCR videó kihangsúlyozta azon áldozatokkal kapcsolatos megfigyeléseit, akik előálltak azzal, hogy támadás érte őket:

„Úgy tűnik, hogy az egész kezd kijönni abból a sötét szekrényből, amiben benne volt… Titkolózás volt. Nem beszéltek róla az emberek. De most az emberek azt mondták, hogy »Nem leszünk többé áldozatok, kérdőre fogunk vonni ha a campuson történt, ha máshol«. Azt akarom, hogy tudják az emberek, hogy nincsenek egyedül és nem áldozatok, hanem túlélők.”

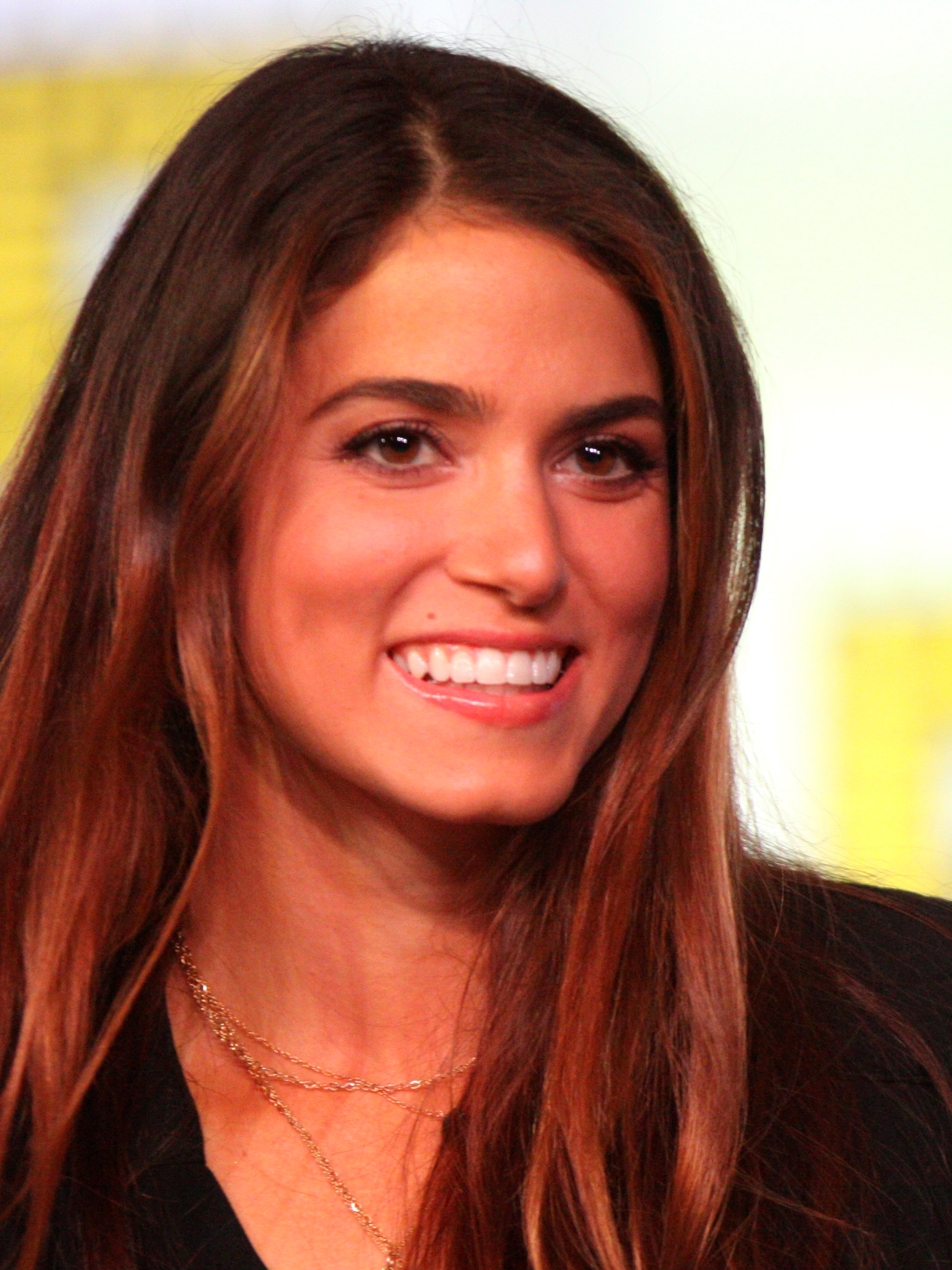
Nikki Reed színésznő alakítja a videóklipben az egyik nemi erőszak-áldozatot

A klip nagyrészt nők ellen elkövetett szexuális támadásokat mutat be, és hogy miként tudnak megbirkózni az incidenssel azt követően. A fekete-fehér videó egy figyelmeztető üzenettel kezdődik: „A következők során olyan képi elemek lesznek láthatóak, amelyek érzelmileg felzaklathatnak, de tükrözik a valóságot, hogy mi történik napi szinten az egyetemi campusokon.” Aztán egy lány tűnik fel, ahogy végigsétál egy üres folyosón, amelyet követően fiatalok olyan tevékenységek közben láthatóak, amelyek egyetemi campusokon előfordulnak: olvasás (a szerepet Nikki Reed játssza), egy transzszexuális férfi felveszi mellkasszorítóját a fürdőszobában, bulizás (az egyik bulizót Kiersey Clemons alakítja). Azonban mindannyiukat szexuális erőszak éri, és az egyik jelenetben az látható, ahogy két fiatal lányt bekábítószereznek és megerőszakolnak egy buliban. Az összetört lányok és a transzszexuális férfi sírva fakadnak, miközben más jelenetek is felvillannak, ahogy azzal fejezik ki érzéseiket, hogy különböző szavakat írnak fel magukra. Végül vigaszt és reményt találnak a barátság segítségével, és barátaikkal együtt elhagyják az egyetemet, miközben a testükre írt szavak pozitív üzenetekre változnak. A végén a videóklipben egy üzenet jelenik meg: „Ötből egy egyetemista lányt szexuálisan bántalmazni fognak idén hacsak nem történik valami változás.” Ezt követően a nézők számára kiírják a The Hunting Ground Facebook-oldalát és az Itsonus.org oldalt, ami a Fehér Ház segítségnyújtó honlapja olyan emberek számára, akiket szexuális bűntény ért. A dal digitális eladásaiból származó bevétel egy részét olyan szervezeteknek adják, amelyek a szexuális bántalmazások áldozatait támogatják.

### Fogadtatás és elemzés
Kornhaber szerint a videó egy „komor, társadalmilag tudatos meglepetés”, de azon csodálkozott, hogy Gaga miért adta ki a TCR-szerű klipet hozzátéve, hogy: „mindig is jó volt a váratlan dolgokban, és sajnos nincs erre jobb idő, mint olyan ügyek megvitatásánál, amiről énekel”. Christopher Rosen az Entertainment Weeklytől a videóklipet „erőteljesnek, nyugtalanítónak és érzelmesnek” nevezte. A The Daily Telegraph számára készített írásában Radhika Sanghani úgy vélte, hogy minden élethelyzet, ami megjelent a videóban, az valósághű volt, majd hozzátette: „azzal hogy biztosra mentek, hogy mindegyik támadás más helyszínen és élethelyzetben legyen az erőszaktevő és az áldozat számára is, ezzel Gaga megtöri annak a mítoszát, hogy létezik a »tipikus erőszak«”. Corinne Heller az E!-től azon a véleményen volt, hogy a „szemléletes, érzelmes és nehezen nézhető” videó képes volt egy „erőteljes üzenetet” közvetíteni, amely Gaga számára is közel áll amiatt, hogy saját valós életében is történt nemi erőszak. Wright az NME-nek készített beszámolójában azt írta, hogy a videó egy „brutális, monokróm bemutatása” a szóban forgó témának a nemi erőszak-esetek „szívfacsaró” ábrázolásával. Azt is hozzátette, hogy a nemi erőszak-statisztikák a videó végén „borzasztóak” voltak, de dicsérte Gagát azért, hogy a népszerűségét arra használja, hogy felhívja a figyelmet a témára. Loretta Donelan a Bustle-től azon az állásponton volt, hogy „Gaga korábbi klipjeinek voltak politikai megközelítései, de szabadon értelmezhetőek voltak. De a Til It Happens to You videóklipjével megmutatta érettségét azzal, hogy dermesztő jeleneteket tartalmaz megrendezett szexuális támadásokról”.
Alex Rees a Cosmopolitantől úgy érezte, hogy a videó „kellemetlen felvételeket” tartalmazott, de hozzátette, hogy az „érzelmileg felkavaró” képsorok képesek voltak tükrözni a valóságot, hogy mi történik az egyetemi campusokon. Claire Hodgson ugyanezen magazintól a klipet egy „gyönyörűen felvett, fantasztikus színészi játékú kisfilmnek” írta le, amely „tényleg nem tartja vissza magát akkor, amikor a szexuális támadások igazi horrorát akarja ábrázolni a lehető legszemléletesebb módon”. Emily Shire a The Daily Beasttől pozitívan értékelte a klipet, amiről azt írta: „egyszerre rémisztő és gyönyörű. A teljes hatás ennyi, ha nem több, ami köszönhető Catherine Hardwicke elismert rendezőnek. Ezeken a felvételeken látható jeleneteknek a brutalitása rendkívül megrendítő a lehető legfélelmetesebb és legundorítóbb módon”. Azonban Shire csalódott volt a TCR egyik aspektusával kapcsolatban – hogy az áldozatok számára a barátok és a közeli hozzátartozók támogatása elég volt megbirkózni a traumával. Ehelyett Shire látni akarta a jogi részét ezeknek a traumatikus eseteknek azzal, ahogy az áldozatok elmennek a rendőrségre. Shire írásának összegzésében leírta: „Gaga és Hardwicke tiszteletet érdemelnek, hogy egy ilyen erőteljes, mély érzéseket kiváltó és esztétikailag kitűnő TCR-t készítettek. Óriási figyelmet sikerült felhívniuk a nemi erőszakra és a szexuális támadásokra. Mégis a figyelem nem elég gyógyír a nemi erőszak áldozatai számára.” Ezzel szemben Dan Solomo a Fast Companytől úgy vélte, hogy a videó egy „fontos kinyilatkoztatás” Gagától és szerinte képesek vele további figyelmet irányítani a The Hunting Groundra.

## Élő előadások
Gaga először 2015. október 29-én adta elő élőben a Til It Happens to You-t az évente megrendezésre kerülő amfAR gálán, ahol feldolgozta a Call Me Irresponsible, a Bang Bang (My Baby Shot Me Down) és a La Vie en rose című dalokat is. Elénekelte a dalt a Billboard „Év nője” rendezvényén is 2015. december 11-én, ahol neki adták át az „Év nője” elismerést. Előadta a dalt egy bensőséges összejövetelen a Beverly Hills-i Peninsula Hotelben. A közönség soraiban a filmkészítők és nemi erőszak túlélők foglaltak helyet, akik a dokumentumfilmben is láthatóak voltak. Gaga a hírek szerint elérzékenyült a dal előadása közben, és megköszönte a filmkészítőknek, hogy szerepeltették a dalt a filmben. Fellépett a számmal az Amerikai Producerek Céhe 2015-ös díjátadóján, ahol a The Hunting Groundot különdíjjal illették. America Ferrera színésznő konferálta fel Gagát, azonban az énekesnő egy ideig nem jelent meg a színpadon, amely miatt néhány pillanatig „ideges nevetés tört ki a közönség tagjai között” miközben Ferrera megpróbálta elviccelni a helyzetet, amíg Gaga meg nem jelent végre zongorája előtt a színpadon.
Gaga előadta a dalt a 88. Oscar-gálán, ahol az Egyesült Államok alelnöke, Joe Biden konferálta fel. Egy fehér zongora előtt ülve énekelte a Til It Happens to You-t, majd közel az előadás végéhez nemi erőszak-túlélők csatlakoztak hozzá a színpadon, akiknek testére olyan szavak voltak felírva, mint „túlélő” és „nem a te hibád”. Mike Ayers a The Wall Street Journaltól az est „szívszaggató előadásának” nevezte. Katie Atkinson a Billboardtól a gála egyik legjobb pillanatának nevezte, és hozzátette, hogy Gaga „hatalmas hatást ért el az Oscar színpadán. Az előadása önmagában elég erőteljes lett volna, de mikor szétnyíltak a függönyök mögötte és megjelent a tengernyi szexuális támadás-túlélő együtt állva összetartozásban, akkor az érzelmi hőfok még magasabbra hágott.” Kesha feldolgozta a dalt Warren zongorakíséretével a Humane Society Gala rendezvényen Los Angelesben 2016. május 7-én.

## A kislemez dalai és formátuma
- Digitális letöltés[8]

1. Til It Happens to You – 4:18

- Remix promóciós CD kislemez[76]

1. Til It Happens to You (Tracy Young's Ferosh Reconstruction Extended) – 9:18
2. Til It Happens to You (Tracy Young's Ferosh Reconstruction Radio Edit) – 3:52
3. Til It Happens to You (Tracy Young's Ferosh Reconstruction Mixshow) – 6:04
4. Til It Happens to You (Tracy Young's Ferosh Reconstruction Dub) – 9:18
5. Til It Happens to You (Mike Rizzo Funk Generation Club Mix) – 5:12
6. Til It Happens to You (Mike Rizzo Funk Generation Radio Mix) – 3:54
7. Til It Happens to You (Frank Lamboy Late Mix Vocal) – 7:48
8. Til It Happens to You (Frank Lamboy Late Instrumental) – 7:48
9. Til It Happens to You (Dirty Pop Club Remix) – 6:24
10. Til It Happens to You (Division 4 & Matt Consola Mix) – 7:10
11. Til It Happens to You (Division 4 & Matt Consola Radio Edit) – 4:05
12. Til It Happens to You (Division 4 & Matt Consola Instrumental) – 7:10

## Közreműködők és menedzsment
Menedzsment
- Stefani Germanotta P/K/A Lady Gaga (BMI) Sony ATV Songs LLC / House of Gaga Publishing, LLC/ GloJoe Music Inc. (BMI)

Közreműködők
| - Lady Gaga – dalszerzés, vokál, producer, zongora - Diane Warren – dalszerzés - Stephen Oremus – húrosok zenei elrendezése, zenei igazgató, karmester - Ryan Shore – vezető - Alyssa Park (koncertmester), Natalie Leggett, Yelena Yegoryan, Jessica Guideri – hegedű 1 - Darius Campo (fő), Sarah Thornblade, Christine Wu – hegedű 2 - Shawn Mann (fő), Alma Fernandez – brácsa - Tim Loo (fő), Trevor Handy – cselló | - Mike Valerio – basszus - Tim Stewart – gitár - George "Spanky" McCurdy – dobok - Ricky Tillo – gitár - Andrew Robertson – felvételek, hangkeverés - Ivy Skoff – koordinátor - Lisa Einhorn-Gilder – felvételek produkciós koordinátora |

A közreműködők listája a Soundtrack.Net-en található meg.

## Slágerlistás helyezések
| Slágerlista (2015–16)                       | Legmagasabb helyezés |
| ------------------------------------------- | -------------------- |
| Belgium (Ultratip Flanders)                 | 45                   |
| Belgium (Ultratip Wallonia)                 | 42                   |
| Brit kislemezlista (Official Chart Company) | 171                  |
| Egyesült Királyság (UK Download Chart)      | 67                   |
| Finnország (Latauslista)                    | 21                   |
| Franciaország (Single Top 100)              | 46                   |
| Görög digitális lista (Billboard)           | 5                    |
| Kanada (Canadian Hot 100)                   | 46                   |
| Skócia (Scottish Singles Top 40)            | 52                   |
| Spanyolország (PROMUSICAE)                  | 29                   |
| US Billboard Hot 100                        | 95                   |
| US Adult Contemporary (Billboard)           | 19                   |
| US Hot Dance Club Songs (Billboard)         | 1                    |

| Slágerlista (2016)              | Helyezés |
| ------------------------------- | -------- |
| US Dance Club Songs (Billboard) | 8        |

## Megjelenési történet
| Ország             | Dátum                | Formátum             | Kiadó                      | Forr.  |
| ------------------ | -------------------- | -------------------- | -------------------------- | ------ |
| Ausztrália         | 2015. szeptember 18. | Digitális letöltés   | Interscope Universal Music | [ 86 ] |
| Ausztria           | 2015. szeptember 18. | Digitális letöltés   | Interscope Universal Music | [ 87 ] |
| Belgium            | 2015. szeptember 18. | Digitális letöltés   | Interscope Universal Music | [ 88 ] |
| Kanada             | 2015. szeptember 18. | Digitális letöltés   | Interscope Universal Music | [ 89 ] |
| Franciaország      | 2015. szeptember 18. | Digitális letöltés   | Interscope Universal Music | [ 90 ] |
| Németország        | 2015. szeptember 18. | Digitális letöltés   | Interscope Universal Music | [ 91 ] |
| Olaszország        | 2015. szeptember 18. | Digitális letöltés   | Interscope Universal Music | [ 92 ] |
| Új-Zéland          | 2015. szeptember 18. | Digitális letöltés   | Interscope Universal Music | [ 93 ] |
| Svédország         | 2015. szeptember 18. | Digitális letöltés   | Interscope Universal Music | [ 94 ] |
| Svájc              | 2015. szeptember 18. | Digitális letöltés   | Interscope Universal Music | [ 95 ] |
| Egyesült Államok   | 2015. szeptember 18. | Digitális letöltés   | Interscope Universal Music | [ 8 ]  |
| Japán              | 2015. szeptember 18. | Digitális letöltés   | Interscope Universal Music | [ 96 ] |
| Egyesült Királyság | 2015. szeptember 18. | Digitális letöltés   | Interscope Universal Music | [ 97 ] |
| Egyesült Államok   | 2016. március 8.     | Pop rádió megjelenés | Interscope Universal Music | [ 98 ] |

## Fordítás
- Ez a szócikk részben vagy egészben  a   Til It Happens to You című angol Wikipédia-szócikk fordításán alapul.  Az eredeti cikk szerkesztőit annak laptörténete sorolja fel. Ez a jelzés csupán a megfogalmazás eredetét és a szerzői jogokat jelzi, nem szolgál a cikkben szereplő információk forrásmegjelöléseként.